# یژی آندریوسکی
یژی آندریوسکی (انگلیسی: Jerzy Andrzejewski؛ ۱۹ اوت ۱۹۰۹ – ۱۹ آوریل ۱۹۸۳) یک فیلم‌نامه‌نویس، سیاست‌مدار، نویسنده، نمایش‌نامه‌نویس و روزنامه‌نگار اهل لهستان بود. از آثار او می‌توان به کتاب خاکسترها و الماس‌ها اشاره کرد.